# Мадона дељи Анђели (Пескара)
Мадона дељи Анђели (итал. Madonna degli Angeli) је насеље у Италији у округу Пескара, региону Абруцо.
Према процени из 2011. у насељу је живело 403 становника. Насеље се налази на надморској висини од 118 м.